# نفرت (بازی ویدئویی)
نفرت (انگلیسی: Hatred) یک بازی ویدئویی ایزومتریک شوتم آپ است که توسط دستراکتیو کریشنز ساخته و در ۱ ژوئن ۲۰۱۵ برای مایکروسافت ویندوز منتشر شد. شخصیت اصلی بازی یک قاتل انسان‌ ستیز است که اقدام به نسل کشی می کند تا به این وسیله انقراض بشر به وقوع بپیوندد. این بازی توسط سازندگان خود به عنوان واکنشی به روندهای زیبایی شناختی بازی های ویدئویی مانند نزاکت سیاسی ، ادب، رنگ های زنده و دیگر جنبه های هنری آن توصیف کرد. تریلر انتشار یافته بازی در اکتبر ۲۰۱۴ توسط چندین روزنامه نگار بازی ویدئویی "جنجالی" توصیف شد. این بازی به مدت کوتاهی توسط ولو از سرویس استیم  و به دلیل محتوای بسیار خشن آن حذف شد، اما بعداً با عذرخواهی گیب نیوئل به استیم بازگشت.
این بازی پس از انتشار در مطبوعات بازی های ویدیویی عموماً نقدهای منفی دریافت کرد. منتقدان بازی را به دلیل ماهیت خشونت‌آمیز و بحث‌انگیز آن، تکراری بودن روند بازی و نداشتن تنوع مورد انتقاد قرار دادند، اگرچه برخی تمجیدهای جزئی از مکانیک گیم‌پلی آن انجام شد.